# Comédie de Béthune
La Comédie de Béthune est le centre dramatique national de Béthune dans le Pas-de-Calais dirigé par Cédric Gourmelon depuis le 1er juillet 2021. 
Il est d’abord appelé le Théâtre des Pays du Nord puis devient La Comédie de Béthune, centre dramatique national Nord-Pas-de-Calais. 
En janvier 1992, Agathe Alexis et Alain Alexis Barsacq prennent la direction du centre installé sous un chapiteau d’environ trois cents places et le rebaptisent La Comédie de Béthune. 
En 1993, le théâtre s’installe dans une ancienne poudrière édifiée par Vauban et reconvertie en « Studio-Théâtre » de 156 places. 
En 1999, un ancien cinéma à l’abandon, « Le Palace », devient le siège de la Comédie de Béthune avec une salle de 343 places. 

## Direction
- 1982-1992 : Jean-Louis Martin-Barbaz  (Théâtre des Pays du Nord)
- 1992-2004 : Agathe Alexis et Alain Alexis Barsacq  (Comédie de Béthune)
- 2004-2013 : Thierry Roisin
- 2014-2021: Cécile Backès[1]
- depuis 2021 : Cédric Gourmelon[2]